# Luke Black
Luke Black, właśc. Luka Ivanović (serb. Лука Ивановић; ur. 18 maja 1992 w Čačaku) – serbski piosenkarz, autor tekstów i pianista. Reprezentant Serbii w 67. Konkursie Piosenki Eurowizji (2023).

## Życiorys
Zadebiutował scenicznie w maju 2014 występem na Gruvlend Festival, na którym premierowo zaprezentował singiel „D-Generation”. Podczas występu został dostrzeżony przez przedstawicieli wytwórni Universal Music Group, którzy zaproponowali mu podpisanie konktraktu. Jeszcze przed podpisaniem umowy, w listopadzie 2014 wydał niezależnie singiel „Nebula Lullaby”.
W lutym 2015, kilka dni po podpisaniu kontraktu, wydał pod szyldem wytwórni singiel „D-Generation”. 29 maja wydał kolejny singiel, „Holding on to Love”. W tym samym roku ukazał się jego debiutancki minialbum, zatytułowany Thorns – EP. 21 maja 2016 wydał swój kolejny singiel, „Demons”. Niedługo potem odbył trasę koncertową po Chinach. W 2017 wydał dwa single: „Walpurgis Night” i „Olive Tree”.
W 2023 wygrał preselekcje Pesma za Evroviziju uzyskując tym samym prawo do reprezentowania Serbii w 67. Konkurs Piosenki Eurowizji w Liverpoolu z piosenką ,,Samo mi se spava". 9 maja 2023 wystąpił w pierwszym półfinale jako trzeci w kolejności startowej i awansował do finału. W finale konkurs zajął 24. miejsce zdobywszy 30 punktów, w tym 14 pkt od jury (23. miejsce) oraz 16 pkt od widzów (23. miejsce).

## Życie prywatne
W 2018 przeprowadził się do Londynu, aby studiować w Point Blank Music School, następnie w 2022 uzyskał tytuł magistra produkcji muzycznej po ukończeniu studiów na uczelni BIMM.

## Dyskografia

### Albumy studyjne
| Rok  | Dane dot. albumu |
| ---- | --- |
| 2024 | Chainsaws in Paradise - Wydany: 24 maja 2024 - Wytwórnia: Luke Black Recordings - Format: CD, digital download, streaming |

### Minialbumy
| Rok  | Dane dot. minialbumu                                                                                            |
| ---- | --- |
| 2015 | Thorns - Wydany: 18 września 2015 - Wytwórnia: Universal Music Serbia - Format: CD, digital download, streaming |
| 2018 | Neoslavic - Wydany: 20 lipca 2018 - Wytwórnia: Universal Music Serbia - Format: CD, digital download, streaming |
| 2023 | F23.8 - Wydany: 31 stycznia 2023 - Wytwórnia: Luke Black Recordings - Format: CD, digital download, streaming   |

### Single
| Rok                                                      | Tytuł                               | Najwyższe pozycje na listach | Najwyższe pozycje na listach | Najwyższe pozycje na listach | Najwyższe pozycje na listach | Najwyższe pozycje na listach | Najwyższe pozycje na listach | Najwyższe pozycje na listach | Najwyższe pozycje na listach | Najwyższe pozycje na listach | Najwyższe pozycje na listach | Najwyższe pozycje na listach | Najwyższe pozycje na listach | Album lub minialbum   |
| Rok                                                      | Tytuł                               | AUS                          | POL                          | CZE                          | EST                          | FIN                          | ISL                          | IRL                          | LTU                          | ROM                          | SWE                          | UKR                          | UK                           | Album lub minialbum   |
| Rok                                                      | Tytuł                               | Spotify Viral                | Spotify Viral                | Spotify Viral                | Spotify Viral                | Spotify Viral                | Spotify Viral                | Spotify Viral                | Spotify Viral                | Spotify Viral                | Spotify Viral                | Spotify Viral                | Spotify Viral                | Album lub minialbum   |
| -------------------------------------------------------- | ----------------------------------- | ---------------------------- | ---------------------------- | ---------------------------- | ---------------------------- | ---------------------------- | ---------------------------- | ---------------------------- | ---------------------------- | ---------------------------- | ---------------------------- | ---------------------------- | ---------------------------- | --------------------- |
| 2014                                                     | „Nebula Lullaby”                    | –                            | –                            | –                            | –                            | –                            | –                            | –                            | –                            | –                            | –                            | –                            | –                            | –                     |
| 2015                                                     | „D-Generation”                      | –                            | –                            | –                            | –                            | –                            | –                            | –                            | –                            | –                            | –                            | –                            | –                            | Thorns                |
| 2015                                                     | „Holding on to Love”                | –                            | –                            | –                            | –                            | –                            | –                            | –                            | –                            | –                            | –                            | –                            | –                            | Thorns                |
| 2015                                                     | „Jingle Bell Rock / Nebula Lullaby” | –                            | –                            | –                            | –                            | –                            | –                            | –                            | –                            | –                            | –                            | –                            | –                            | –                     |
| 2016                                                     | „Demons”                            | –                            | –                            | –                            | –                            | –                            | –                            | –                            | –                            | –                            | –                            | –                            | –                            | –                     |
| 2017                                                     | „Walpurgis Night”                   | –                            | –                            | –                            | –                            | –                            | –                            | –                            | –                            | –                            | –                            | –                            | –                            | Neoslavic             |
| 2017                                                     | „Olive Tree”                        | –                            | –                            | –                            | –                            | –                            | –                            | –                            | –                            | –                            | –                            | –                            | –                            | Neoslavic             |
| 2019                                                     | „Frankensteined” (z Majed)          | –                            | –                            | –                            | –                            | –                            | –                            | –                            | –                            | –                            | –                            | –                            | –                            | –                     |
| 2021                                                     | „A House on the Hill”               | –                            | –                            | –                            | –                            | –                            | –                            | –                            | –                            | –                            | –                            | –                            | –                            | F23.8                 |
| 2021                                                     | „Amsterdam”                         | –                            | –                            | –                            | –                            | –                            | –                            | –                            | –                            | –                            | –                            | –                            | –                            | F23.8                 |
| 2021                                                     | „Heartless”                         | –                            | –                            | –                            | –                            | –                            | –                            | –                            | –                            | –                            | –                            | –                            | –                            | F23.8                 |
| 2023                                                     | „Samo mi se spava”                  | 40                           | 26                           | 30                           | 16                           | 5                            | 9                            | 27                           | 7                            | 80                           | 20                           | 32                           | 36                           | –                     |
| 2023                                                     | „I'm So Happy”                      | –                            | –                            | –                            | –                            | –                            | –                            | –                            | –                            | –                            | –                            | –                            | –                            | Chainsaws In Paradise |
| 2023                                                     | „God's Too Cool”                    | –                            | –                            | –                            | –                            | –                            | –                            | –                            | –                            | –                            | –                            | –                            | –                            | Chainsaws In Paradise |
| 2024                                                     | „Chainsaws in Paradise”             | –                            | –                            | –                            | –                            | –                            | –                            | –                            | –                            | –                            | –                            | –                            | –                            | Chainsaws In Paradise |
| 2024                                                     | „Winter Dahlia”                     | –                            | –                            | –                            | –                            | –                            | –                            | –                            | –                            | –                            | –                            | –                            | –                            | Chainsaws In Paradise |
| 2024                                                     | „Drinking Jack With Daddy”          | –                            | –                            | –                            | –                            | –                            | –                            | –                            | –                            | –                            | –                            | –                            | –                            | Chainsaws In Paradise |
| 2024                                                     | „BATSHIT”                           | –                            | –                            | –                            | –                            | –                            | –                            | –                            | –                            | –                            | –                            | –                            | –                            | –                     |
| 2024                                                     | „Winter Dahlia (Glacial Version)”   | –                            | –                            | –                            | –                            | –                            | –                            | –                            | –                            | –                            | –                            | –                            | –                            | –                     |
| „–” oznacza, że singel nie był notowany na danej liście. |                                     |                              |                              |                              |                              |                              |                              |                              |                              |                              |                              |                              |                              |                       |